# ARMS (videojuego)
ARMS es un videojuego de lucha desarrollado por Nintendo EPD y publicado para la consola Nintendo Switch. Fue lanzado a nivel mundial el 16 de junio de 2017.
La peculiaridad de ARMS es que el jugador puede controlar a los personajes con el sensor de movimiento incorporado al Joy-Con, sujetando en cada mano el control correspondiente. No obstante, también se puede jugar con un mando convencional. Los luchadores ejecutan ataques de largo alcance en un escenario tridimensional, van provistos de brazos extensibles, y tienen puños personalizables con distintos pesos y atributos. El título incluye modos multijugador en línea y a nivel local, de uno a cuatro jugadores por escenario.

## Argumento
El juego está ambientado en un universo futurista donde el deporte más popular es ARMS, una modalidad de combate similar al boxeo en la que los luchadores deben golpearse con armas extensibles —también llamadas ARMS— que van sujetas a las extremidades, así como puños con habilidades especiales. Esta tecnología ha sido desarrollada por los Laboratorios ARMS, dirigidos por la doctora Coyle, que llevan a cabo experimentos para intentar adaptarla en otros campos.
La competición más importante es el Gran Premio, donde los mejores púgiles luchan por enfrentarse a Max Brass, el vigente campeón. En el juego hay siete niveles de dificultad: si Max Brass es derrotado a partir del cuarto, será abducido por un mecanismo maligno llamado «Hedlok», armado con cuatro brazos extra, que hace las veces de jefe final. Y si se completa a partir del sexto nivel, el jefe final es la doctora Coyle.

## Sistema de juego
ARMS es un videojuego de lucha tridimensional en tercera persona, cuya peculiaridad es que los brazos de cada personaje se controlan con los Joy-Con sujetos en cada mano. También se puede jugar con un mando convencional, ya sea el Joy-Con conectado al soporte o el Control Pro. La cámara está situada a espaldas del luchador para poder controlar tanto sus movimientos como los del rival.
A través del sensor de movimiento, el jugador puede desplazar al luchador sobre el escenario y mover sus brazos mecánicos extensibles para atacar, protegerse y agarrar. Por otro lado, los gatillos del Joy-Con están pensados para cambiar objetivos, saltar y ejecutar ataques especiales. Cuando se juega en este modo es recomendable llevar las correas de protección sujetas a las muñecas. En el caso de utilizarse el mando convencional, cada brazo está asociado a un botón y el efecto del gancho se simula a través del joystick.
Igual que en otros juegos de combate, las peleas se desarrollan a través de asaltos. Hay una barra de energía que mide la salud de cada luchador, y otra con forma triangular que va cargándose para ejecutar el ataque especial. Cada luchador dispone de su propio escenario con elementos móviles, y en mitad del asalto aparecen objetos que otorgan ventaja a quien los alcance.
ARMS cuenta con un plantel de quince luchadores: diez estaban disponibles desde la primera versión, mientras que los cinco restantes se incluyeron mediante actualizaciones. Los puños izquierdo y derecho de los púgiles son personalizables, tienen tres pesos (ligero, mediano y pesado) y cuentan con distintos tipos y atributos, lo que permite diseñar una estrategia para cada rival. En total hay más de cuarenta puños disponibles; para desbloquearlos o mejorar los ya existentes, hay que obtener créditos en los combates y en los minijuegos disponibles.

### Individual
El «Gran Premio» es el modo principal de ARMS y puede superarse en modos de un jugador (combate individual) o dos jugadores (dos contra dos), con siete niveles de dificultad. El objetivo es vencer diez combates para alzarse con el cinturón de campeón, el último de ellos frente al organizador del torneo, Max Brass. También se incluyen minijuegos entre las peleas, que permiten sumar créditos y obtener recompensas, y un sistema de logros.

### Multijugador
El multijugador de ARMS está orientado tanto al juego local como al servicio en conexión. Hay varios modos: «Versus», abierto de uno a cuatro jugadores, incluye tanto combate como minijuegos; «En grupo» para combates informales en línea; «Por nivel» para combates en línea entre jugadores que hayan superado el Gran Premio a partir del nivel 4; «con amigos» para jugar entre amigos agregados a Nintendo Switch, y «Local» para jugar con conexión local.
Al igual que ya sucedía en otras franquicias de Nintendo, ARMS organizaba una serie de eventos en línea conocidos como Festiluchas (Party Crash). En ellos los jugadores debían elegir un luchador entre dos opciones y pelear por él para conseguir puntos de experiencia, dinero y recompensas. Cada evento duraba tres días, se anunciaba con antelación y durante el tiempo que estaba activo reemplazaba al modo «En grupo». La Festilucha estaba diseñada como un sistema de eliminación directa, de modo que los vencedores de cada duelo terminaban enfrentándose entre sí. En la gran final, celebrada del 14 al 17 de junio de 2019, Min Min derrotó a Ninjara con un 53% de los votos y se alzó con la victoria entre la comunidad de jugadores.

## Desarrollo y lanzamiento

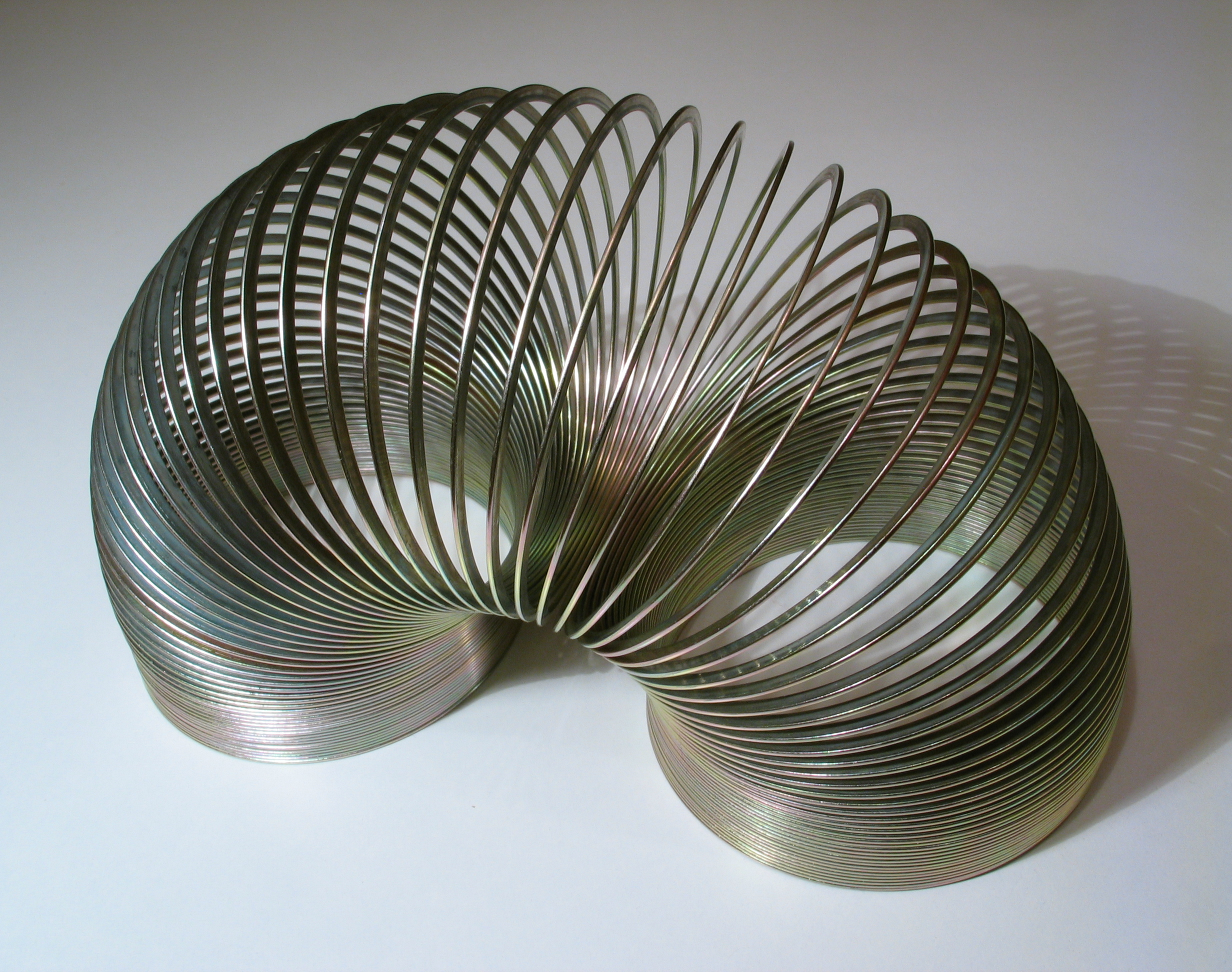
El diseño de Springman está inspirado en un muelle de juguete.

Con motivo del lanzamiento de Nintendo Switch, el estudio Nintendo EPD comenzó a trabajar sobre un proyecto de videojuego de lucha que tenía dos objetivos: por un lado aprovechar el mando diseñado para la nueva consola, y por otro lado reforzar la apuesta por el multijugador masivo en línea. Nintendo confió el trabajo a un equipo más joven de lo habitual y nombró productor a Kosuke Yabuki, quien previamente había dirigido dos de las franquicias más rentables de la compañía: Mario Kart 7 y Mario Kart 8. Yabuki ha explicado que ya había un prototipo de ARMS antes de Switch, aunque en aquel momento solo era una idea preliminar.
Desde el primer minuto diseñaron un juego de lucha donde la cámara estuviese situada a espaldas del luchador. Cuando empezaron a trabajar con el Joy-Con se les ocurrió que los luchadores tuvieran brazos extensibles, algo que también solucionaba los problemas de perspectiva trasera con los que se habían encontrado. Durante el desarrollo se trabajó con varias opciones de control para que el título fuese accesible a todos los públicos, ya fuera por movimiento o con mando convencional.
Durante el desarrollo se priorizó el diseño de personajes frente a otros aspectos como la historia, de la que han ido desvelándose detalles mediante actualizaciones. El diseñador jefe fue Masaaki Ishikawa —Mario Kart, New Super Mario Bros. 2—, autor de un universo propio inspirado en el «ambiente vibrante» del deporte profesional. Al crear los personajes de cero, el equipo imaginaba primero la forma de los brazos extensibles y después desarrollaba una personalidad diferenciada para cada púgil. El primer personaje creado con este método fue Spring Man, tomando como referencia unos brazos inspirados en muelles de juguete. Después surgieron otros a partir de ideas como cintas para el pelo (Ribbon Girl), vendajes de momia (Master Mummy), fideos de ramen (Min Min) o incluso cadenas de ADN (Helix). La estética del elenco está influida por mangas como Dragon Ball y Akira. La idea de una nueva franquicia se impuso en el desarrollo a otras opciones como personajes emblemáticos de Nintendo o incluso una revisión de Punch-Out!!.
El 13 de enero de 2017, durante la presentación oficial de Nintendo Switch en Tokio, se confirmó la publicación de ARMS en primavera. La fecha de lanzamiento a nivel mundial fue el 16 de junio de 2017, lo que le convertía en uno de los primeros títulos disponibles de Nintendo Switch. Su lanzamiento sirvió también para promocionar el sistema de control con detección de movimiento.

## Personajes
ARMS cuenta con un plantel de quince luchadores. En la fecha de lanzamiento solo había diez disponibles, mientras que los cinco restantes fueron incluidos a través de actualizaciones gratuitas.
El siguiente grupo de personajes está disponible en el juego desde el primer día:
- Spring Man — Un púgil saltarín cuyos brazos se asemejan a un muelle de juguete. Es el luchador con los atributos más igualados, y si se queda con poca energía tendrá los puños cargados por defecto.[24]
- Ribbon Girl — Es una joven luchadora que aspira a convertirse en estrella del pop; con cintas para el pelo como brazos extensibles. Sus principales habilidades son el salto aéreo y el descenso rápido.[25]
- Ninjara — Un ninja muy veloz, experto en evadirse de los rivales gracias a su teleportación. Tiene cadenas metálicas por brazos.[26]
- Master Mummy — Se trata de una momia de gran tamaño físico y que pelea con sus vendajes. Aunque es más lento que el resto del elenco, tiene mucha fuerza y recupera energía mientras se protege.[27]
- Min Min — Una experta en kung-fu que sabe dar patadas giratorias en pleno salto. Tiene brazos con forma de fideos de ramen, pero con el ataque especial puede transformar su brazo izquierdo en un dragón.[28]
- Mechanica — A diferencia de otros luchadores, esta ingeniera tuvo que construir su propio robot con brazos extensibles para combatir. Es un personaje con mucha resistencia y puede propulsarse sobre el escenario.[29]
- Twintelle — Una estrella del cine que no usa las manos, sino que pelea con las trenzas de su pelo. También es capaz de ralentizar los ataques del rival con su aura, tanto en el suelo como en el aire.[30]
- Byte & Barq — Byte es un policía robótico mientras que Barq es su perro; ambos luchan en equipo.[31]
- Kid Cobra —  Experto en deslizamiento al que apodan «la serpiente veloz». Aunque no tiene mucha velocidad de base, sí puede saltar con rapidez y es capaz de esquivar mientras carga su ataque especial.[32]
- Helix — Surgido de un experimento genético de los Laboratorios ARMS, puede cambiar su forma corporal mientras pelea.[33]

Los siguientes luchadores fueron incluidos como personajes jugables mediante actualizaciones:
- Max Brass — Es el organizador y vigente campeón del torneo ARMS, así como el rival del último nivel del modo Historia.[34]
- Lola Pop — Diseñada como una payasa con gomas de mascar por brazos, sabe hinchar su cuerpo como un chicle para protegerse.[35]
- Misango — Conocido como el enmascarado espiritual, al cargar su ataque obtiene un poder especial determinado por el color de su máscara.[36]
- Springtron — Es un robot que fue diseñado tomando a Springman como referencia. A diferencia suya, puede emitir ondas expansivas que desvían los golpes rivales.[37]
- Dr. Coyle — Es la directora de los Laboratorios ARMS y se la considera la villana del juego. Además, es la creadora de Helix y Hedlok. Puede hacerse invisible en pleno combate, y cuando ha cargado su ataque es capaz de invocar un tercer puño.[38]

## Recepción
En términos generales, ARMS tuvo buena acogida entre la crítica especializada con una valoración media de 77 sobre 100 en el agregador de reseñas Metacritic. Al principio la prensa llegó a compararlo con el minijuego de boxeo de Wii Sports para explicar su fórmula, aunque con una mayor complejidad y luchadores con personalidad. Los aspectos mejor valorados fueron el sistema de control con Joy-Con, la inclusión de multijugador local, y su accesibilidad para todos los públicos. Por otra parte, lo más criticado fue la escasez de personajes —diez en la fecha de lanzamiento—, la curva de aprendizaje, y la falta de modos competitivos en multijugador. Además el diario The Guardian lamentó que la historia no estaba lo bastante desarrollada como para enganchar al público. La revista británica Edge aseguró en su reseña que, para Nintendo, ARMS tenía potencial para ser a los juegos de lucha «lo que Splatoon es al multijugador de disparos o Mario Kart a los juegos de carreras».
La cercanía entre el lanzamiento de ARMS y el de Nintendo Switch le convirtió en uno de los primeros éxitos de ventas de la nueva plataforma. En el primer trimestre fiscal de 2017 había superado el millón de unidades vendidas, y en septiembre de 2018 se habían vendido más de dos millones de copias a nivel mundial. No obstante, con el paso del tiempo se ha visto superado por otros lanzamientos de multijugador como Splatoon 2 y Super Smash Bros. Ultimate. En la última actualización de ventas de software, Nintendo anunció que ARMS había vendido 2,66 millones de copias hasta diciembre de 2021.

## Legado
ARMS aparece representado en Super Smash Bros. Ultimate, el juego de combates crossover de Nintendo, con una luchadora de contenido descargable (Min Min), disfraces y varios espíritus.
Cuando Smash Bros. salió a la venta en diciembre de 2018, ARMS figuraba en un primer momento con dos disfraces de Spring Man y Ribbon Girl para el luchador Mii, así como cinco espíritus con los luchadores más reconocibles del juego: Spring Man, Ribbon Girl, Min Min, Ninjara y Twintelle. El 22 de junio de 2020 se confirmó la entrada como personaje jugable de Min Min, la vencedora de la última Festilucha, en forma de DLC que incluye un escenario y la banda sonora completa de ARMS, y que puede comprarse por separado o bien con el segundo Fighter Pass que da acceso a seis aspirantes.
La editorial Dark Horse Comics ha confirmado que prepara un proyecto de historieta basado en ARMS, pero por el momento no tiene fecha de salida.